# Agnieszka Żulewska
Agnieszka Żulewska, née le 26 juin 1987 à Ozimek, est une actrice polonaise de cinéma, de séries télévisées et de théâtre.

## Filmographie
- 2011 Ojciec Mateusz (série télévisée) : Midow
- 2011 W imieniu diabla : Lucja
- 2012 Sanctuary : Nadia Kuczynska
- 2012 Bejbi blues (Baby Blues) : Angela
- 2012 Zasady gry (court métrage) : Marta
- 2012 Prawo Agaty (série télévisée) : Katarzyna Wnuk
- 2012 Bez tajemnic (Without Secrets) (série télévisée) : Olga Staron, la fille de Gustaw (2 épisodes)
- 2012 Jamal: DEFTO (court métrage vidéo)
- 2013 Komisarz Alex (série télévisée) : Paula Bielecka
- 2013 Gleboka woda (série télévisée) : la journaliste
- 2013 Pocałunek (The Kiss) (court métrage) : Emilia
- 2013 Przedtem, potem (court métrage) : Nadia
- 2013 Przepis na zycie (Recipe for Life) (série télévisée) (8 épisodes)
- 2013 Taki pejzaz (Such a Landscape) (court métrage)
- 2014 Lekarze (série télévisée) : Joanna
- 2014 Hardkor Disko
- 2014 Fragmenty (Fragments) (court métrage) : Anna
- 2013-2014 M jak miłość (série télévisée) : Paulina Glowacka (19 épisodes)
- 2014 Lena i ja (Lena and Me) (court métrage) : Lena
- 2015 Warsaw by Night : Ala
- 2015 Dupek (court métrage) : Karolina
- 2015 Krew z krwi (série télévisée) : Grazka (2 épisodes)
- 2015 Chemia (Chemo) : Lena
- 2015 Demon : Zaneta
- 2016 16.03 (court métrage) : la fille
- 2017 Konwój : Ewa
- 2017 Wild Berries (court métrage) : Magda
- 2017 Ja i mój tata (Me and My Father) (court métrage) : Sylwia, la femme de Dawid
- 2018 Teatr telewizji (série télévisée) : Charlotta Bloch von Bekessy
- 2018 Plan B : Kasia
- 2018 Pardonne-nous nos dettes (Rimetti a noi i nostri debiti) : Moglie Franco
- 2017-2018 Druga szansa (série télévisée) : Marta (11 épisodes)
- 2018 Rojst (série télévisée) : Nadia (5 épisodes)
- 2018 Slepnac od swiatel (Blinded by the Lights) (série télévisée) : Anastazja (3 épisodes)
- 2018 1983 (série télévisée) : Maja Skowron (7 épisodes)
- 2019 The Captive
- 2022 La Crue (série télévisée) : Jasmina (6 épisodes)